# Эльман, Михаил Саулович

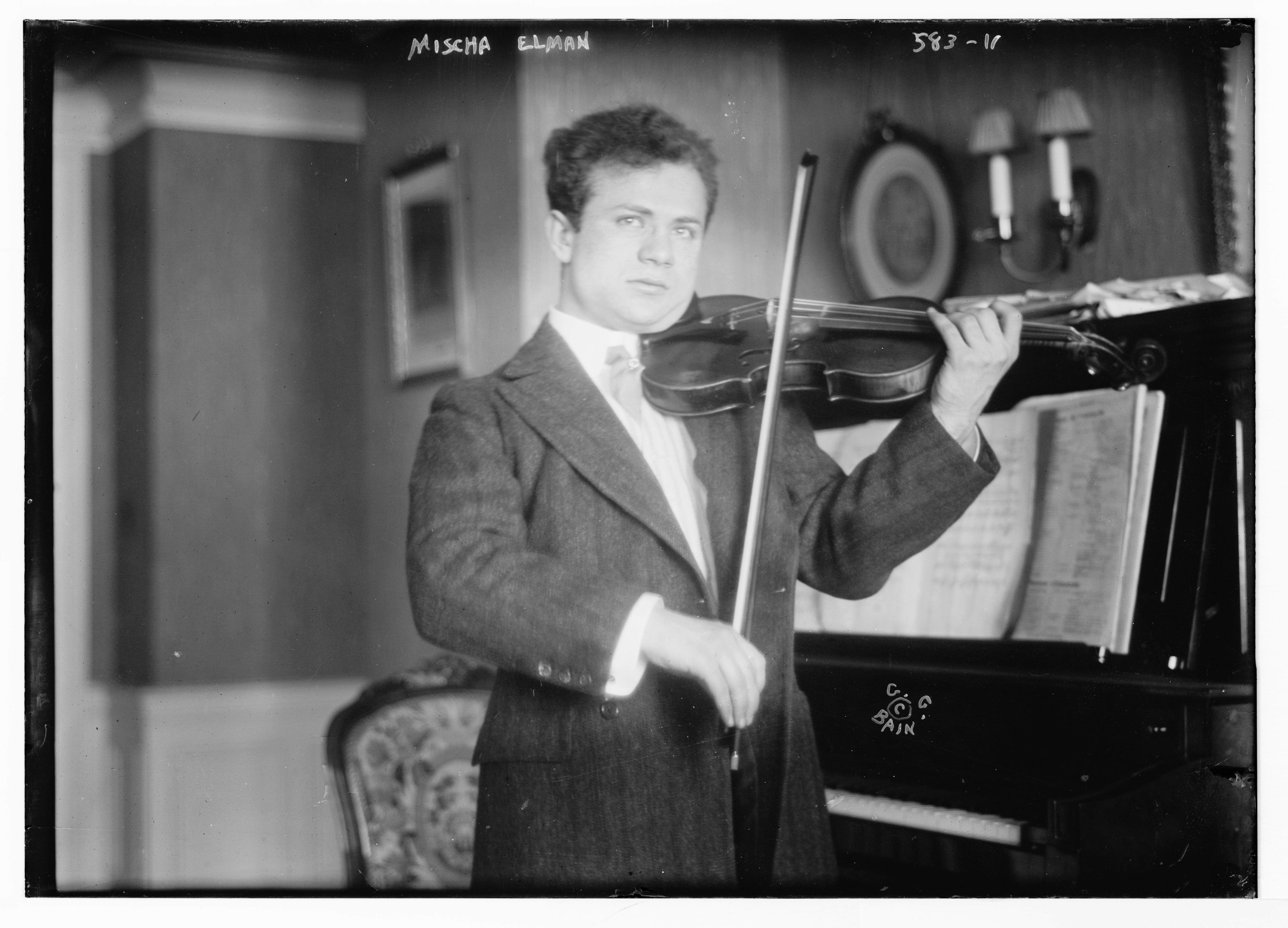

Михаил (Ми́ша) Саулович Э́льман (20 января 1891[…], Тальное, Киевская губерния — 5 апреля 1967 или 20 апреля 1967, Нью-Йорк, Нью-Йорк) — русский и американский скрипач еврейского происхождения.

## Биография
Миша Эльман родился в музыкальной еврейской семье. Его дед — Йосэлэ Эльман — был известным скрипачом-клезмером, который подарил четырёхлетнему внуку первую скрипку. Отец — Саул Иосифович Эльман — был меламедом (учителем хедера) и скрипачом-любителем. В 1893 году семья переехала в Шполу. Эльман с четырёх лет начал обучаться игре на скрипке, сначала под руководством отца, а затем — в Одессе у Александра (Рувима) Фидельмана (ученика Адольфа Бродского). В 1901 году игру юного Эльмана услышал Леопольд Ауэр и пригласил его обучаться в Петербургскую консерваторию. Три года спустя имя Эльмана получило мировую известность после его концерта в Берлине, а вскоре, после его блестящих выступлений в Лондоне и Нью-Йорке (1908), критики начали говорить о нём, как об одном из талантливейших музыкантов современности. В 1911 году скрипач переселился в США, гражданство принял лишь в 1923 году. После нескольких лет концертов и гастролей Эльман серьёзно заинтересовался камерной музыкой и основал Струнный квартет Эльмана, который вскоре получил большую известность. Вернувшись к концертной деятельности в 1936 году, музыкант дал в Карнеги-холле цикл из пяти концертов «Развитие скрипичной литературы». Эльман также сделал большое количество записей, которые пользовались огромным успехом.
В 1958 году Сол Юрок, являвшийся его импресарио, предложил Министерству культуры СССР организовать гастроли Эльмана в Советском Союзе, однако власти сочли приглашение «эмигранта» политически «нецелесообразным».
Автор изданных в США воспоминаний «The Father» (1933).

## Творчество
Основными чертами исполнительской манеры Эльмана были богатое, экспрессивное звучание, яркость и живость интерпретации. Его техника исполнения несколько отличалась от принятых в те времена стандартов — он зачастую брал более медленные темпы, чем требовалось, широко использовал рубато, однако это не оказало отрицательного влияния на его популярность. Эльман также является автором ряда небольших пьес и переложений для скрипки.